# Diamond League
La Diamond League, nota anche con il nome sponsorizzato di Wanda Diamond League e in precedenza denominata IAAF Diamond League, è una serie di meeting internazionali di atletica leggera organizzata annualmente dalla World Athletics a partire dal 2010, che sostituisce un'analoga precedente manifestazione, la Golden League.
Al contrario di quest'ultima, incentrata su pochi - sei o sette - meeting europei, la Diamond League mira a "migliorare l'attrattiva a livello mondiale dell'atletica, spingendosi per la prima volta fuori dall'Europa": ai consolidati meeting della Golden League e ad altri tradizionali meeting europei, vengono inizialmente affiancate competizioni in Qatar, in Cina e negli Stati Uniti.

## Struttura dei meeting
La manifestazione è composta da quattordici meeting che si svolgono nel periodo compreso fra maggio e settembre. Ogni meeting prevede la presenza di sedici specialità, equamente distribuite tra maschili e femminili, scelte in modo tale che in due meeting consecutivi vengano svolte tutte le specialità maschili e femminili e alternando fra loro specialità analoghe, specialmente nella corsa, come ad esempio 100 m e 200 m. Una possibile configurazione per due meeting consecutivi è la seguente:
| Corse piane            |    |    |    |    |
| 100 m                  | U  |    |    | D  |
| 200 m                  |    | D  | U  |    |
| 400 m                  |    | D  | U  |    |
| 800 m                  | U  |    |    | D  |
| 1 500 m / Miglio       |    | D  | U  |    |
| 3 000 m / 5 000 m      | U  |    |    | D  |
| Corse a ostacoli       |    |    |    |    |
| 100 m hs / 110 m hs    |    | D  | U  |    |
| 400 m hs               | U  |    |    | D  |
| 3 000 m siepi          |    | D  | U  |    |
| Salti                  |    |    |    |    |
| Salto in alto          |    | D  | U  |    |
| Salto con l'asta       | U  |    |    | D  |
| Salto in lungo         |    | D  | U  |    |
| Salto triplo           | U  |    |    | D  |
| Lanci                  |    |    |    |    |
| Getto del peso         | U  |    |    | D  |
| Lancio del disco       |    | D  | U  |    |
| Lancio del giavellotto | U  |    |    | D  |
| Riepilogo              |    |    |    |    |
| Totale eventi          | 8  | 8  | 8  | 8  |
| Totale eventi          | 16 | 16 | 16 | 16 |

## Formula
La manifestazione prevede la presenza di trentadue specialità del programma olimpico (sedici maschili e altrettante femminili), con l'esclusione dei 10000 metri piani, della maratona, del lancio del martello (per ragioni di sicurezza che ne impediscono lo svolgimento contemporaneo ad altre specialità), delle staffette (in quanto competizioni non individuali), delle prove multiple (decathlon ed eptathlon) e della marcia, che godono di un proprio circuito di competizioni mondiali.
A differenza della Golden League, ogni specialità è dotata di una propria classifica, stilata in base ai risultati di ogni singolo meeting: ad ogni atleta, infatti, viene assegnato un punteggio (raddoppiato nell'ultimo meeting) e un premio in denaro in base al piazzamento conseguito. A tutte le trentadue specialità è assegnato lo stesso montepremi, pari a 30 000 dollari e suddiviso come riporta la tabella qui sotto; di conseguenza il montepremi generale di ogni meeting è di 480 000 dollari, dato che si svolgono sedici prove valide per il diamante.
| Pos. | Punti | Premio ($) |
| ---- | ----- | ---------- |
| 1    | 8     | 10 000     |
| 2    | 7     | 6 000      |
| 3    | 6     | 4 000      |
| 4    | 5     | 3 000      |
| 5    | 4     | 2 500      |
| 6    | 3     | 2 000      |
| 7    | 2     | 1 500      |
| 8    | 1     | 1 000      |

In caso di parità di punteggio, la classifica di specialità viene redatta in base ai migliori piazzamenti; in caso di ulteriore parità, criterio discriminante è la miglior posizione nel meeting conclusivo.
Al termine della manifestazione, il vincitore di ogni classifica di specialità riceve un premio di 40 000 dollari e un trofeo a forma di diamante creato da Beyer, uno degli storici e più rispettati gioiellieri a livello mondiale.

## Edizioni
L'elenco delle edizioni, con i meeting in programma e il loro ordine di svolgimento.
| Nº | Anno | Birmingham | Bruxelles | Chorzów | Doha | Eugene | Londra | Losanna | Monaco | New York | Oslo | Parigi | Rabat | Roma | Shanghai | Suzhou | Xiamen | Stoccolma | Zurigo |
| -- | ---- | ---------- | --------- | ------- | ---- | ------ | ------ | ------- | ------ | -------- | ---- | ------ | ----- | ---- | -------- | ------ | ------ | --------- | ------ |
| 1  | 2010 | 8          | 14        | -       | 1    | 6      | 12     | 7       | 10     | 5        | 3    | 9      | -     | 4    | 2        | -      | -      | 11        | 13     |
| 2  | 2011 | 9          | 14        | -       | 1    | 4      | 12     | 7       | 10     | 6        | 5    | 8      | -     | 3    | 2        | -      | -      | 11        | 13     |
| 3  | 2012 | 12         | 14        | -       | 1    | 4      | 8      | 11      | 9      | 6        | 5    | 7      | -     | 3    | 2        | -      | -      | 10        | 13     |
| 4  | 2013 | 7          | 14        | -       | 1    | 4      | 11     | 8       | 10     | 3        | 6    | 9      | -     | 5    | 2        | -      | -      | 12        | 13     |
| 5  | 2014 | 12         | 14        | -       | 1    | 3      | 9      | 7       | 10     | 6        | 5    | 8      | -     | 4    | 2        | -      | -      | 11        | 13     |
| 6  | 2015 | 5          | 14        | -       | 1    | 3      | 11     | 9       | 10     | 7        | 6    | 8      | -     | 4    | 2        | -      | -      | 12        | 13     |
| 7  | 2016 | 6          | 14        | -       | 1    | 4      | 10     | 11      | 9      | -        | 7    | 12     | 3     | 5    | 2        | -      | -      | 8         | 13     |
| 8  | 2017 | 12         | 14        | -       | 1    | 3      | 9      | 8       | 11     | -        | 5    | 7      | 10    | 4    | 2        | -      | -      | 6         | 13     |
| 9  | 2018 | 12         | 14        | -       | 1    | 3      | 11     | 8       | 10     | -        | 5    | 7      | 9     | 4    | 2        | -      | -      | 6         | 13     |
| 10 | 2019 | 11         | 14        | -       | 1    | 7      | 10     | 8       | 9      | -        | 5    | 12     | 6     | 4    | 2        | -      | -      | 3         | 13     |
| 11 | 2020 | -          | 6         | -       | 8    | -      | -      | 5       | 3      | -        | 1    | -      | -     | 7    | -        | -      | -      | 4         | 2      |
| 12 | 2021 | 1          | 11        | -       | 2    | 8      | 7      | 9       | 6      | -        | 4    | 10     | -     | 3    | -        | -      | -      | 5         | 12     |
| 13 | 2022 | 2          | 12        | 9       | 1    | 3      | -      | 11      | 10     | -        | 6    | 7      | 4     | 5    | -        | -      | -      | 8         | 13     |
| 14 | 2023 | -          | 13        | 8       | 1    | 14     | 10     | 6       | 9      | -        | 5    | 4      | 2     | 3    | -        | -      | 12     | 7         | 11     |
| 15 | 2024 | -          | 15        | 12      | 3    | 5      | 10     | 11      | 9      | -        | 6    | 8      | 4     | 13   | -        | 2      | 1      | 7         | 14     |
| 16 | 2025 | -          | 14        | 12      | 3    | 9      | 11     | 13      | 10     | -        | 6    | 8      | 4     | 5    | -        | 2      | 1      | 7         | 15     |

## Vincitori della Diamond League

### Uomini
| Anno | 100 m piani       | 200 m piani      | 400 m piani     | 800 m piani       | 1 500 m piani / Miglio | 3 000 / 5 000 m piani | 3 000 m siepi       | 110 m ostacoli          |
| ---- | ----------------- | ---------------- | --------------- | ----------------- | ---------------------- | --------------------- | ------------------- | ----------------------- |
| 2010 | Tyson Gay         | Wallace Spearmon | Jeremy Wariner  | David Rudisha     | Asbel Kiprop           | Imane Merga           | Paul Kipsiele Koech | David Oliver            |
| 2011 | Asafa Powell      | Walter Dix       | Kirani James    | David Rudisha     | Nixon Chepseba         | Imane Merga           | Paul Kipsiele Koech | Dayron Robles           |
| 2012 | Usain Bolt        | Nickel Ashmeade  | Kévin Borlée    | Mohammed Aman     | Silas Kiplagat         | Isiah Koech           | Paul Kipsiele Koech | Aries Merritt           |
| 2013 | Justin Gatlin     | Warren Weir      | LaShawn Merritt | Mohammed Aman     | Ayanleh Souleiman      | Yenew Alamirew        | Conseslus Kipruto   | David Oliver            |
| 2014 | Justin Gatlin     | Alonso Edward    | LaShawn Merritt | Nijel Amos        | Silas Kiplagat         | Caleb Ndiku           | Jairus Birech       | Pascal Martinot-Lagarde |
| 2015 | Justin Gatlin     | Alonso Edward    | Kirani James    | Nijel Amos        | Asbel Kiprop           | Yomif Kejelcha        | Jairus Birech       | David Oliver            |
| 2016 | Asafa Powell      | Alonso Edward    | LaShawn Merritt | Ferguson Rotich   | Asbel Kiprop           | Hagos Gebrhiwet       | Conseslus Kipruto   | Orlando Ortega          |
| 2017 | Chijindu Ujah     | Noah Lyles       | Isaac Makwala   | Nijel Amos        | Timothy Cheruiyot      | Mo Farah              | Conseslus Kipruto   | Sergej Šubenkov         |
| 2018 | Christian Coleman | Noah Lyles       | Fred Kerley     | Emmanuel Korir    | Timothy Cheruiyot      | Selemon Barega        | Conseslus Kipruto   | Sergej Šubenkov         |
| 2019 | Noah Lyles        | Noah Lyles       | Michael Norman  | Donavan Brazier   | Timothy Cheruiyot      | Joshua Cheptegei      | Getnet Wale         | Orlando Ortega          |
| 2021 | Fred Kerley       | Kenneth Bednarek | Michael Cherry  | Emmanuel Korir    | Timothy Cheruiyot      | Berihu Aregawi        | Benjamin Kigen      | Devon Allen             |
| 2022 | Trayvon Bromell   | Noah Lyles       | Kirani James    | Emmanuel Korir    | Jakob Ingebrigtsen     | Nicholas Kipkorir     | Soufiane el-Bakkali | Grant Holloway          |
| 2023 | Christian Coleman | Andre De Grasse  | Kirani James    | Emmanuel Wanyonyi | Jakob Ingebrigtsen     | Jakob Ingebrigtsen    | Simon Koech         | Hansle Parchment        |
| 2024 | Ackeem Blake      | Kenneth Bednarek | Charles Dobson  | Emmanuel Wanyonyi | Jakob Ingebrigtsen     | Berihu Aregawi        | Amos Serem          | Sasha Zhoya             |

| Anno | 400 m ostacoli    | Salto in alto      | Salto con l'asta  | Salto in lungo         | Salto triplo     | Getto del peso     | Lancio del disco  | Lancio del giavellotto |
| ---- | ----------------- | ------------------ | ----------------- | ---------------------- | ---------------- | ------------------ | ----------------- | ---------------------- |
| 2010 | Bershawn Jackson  | Ivan Uchov         | Renaud Lavillenie | Dwight Phillips        | Teddy Tamgho     | Christian Cantwell | Piotr Małachowski | Andreas Thorkildsen    |
| 2011 | David Greene      | Jesse Williams     | Renaud Lavillenie | Mitchell Watt          | Phillips Idowu   | Dylan Armstrong    | Virgilijus Alekna | Matthias de Zordo      |
| 2012 | Javier Culson     | Robert Grabarz     | Renaud Lavillenie | Aleksandr Men'kov      | Christian Taylor | Reese Hoffa        | Gerd Kanter       | Vítězslav Veselý       |
| 2013 | Javier Culson     | Bohdan Bondarenko  | Renaud Lavillenie | Aleksandr Men'kov      | Christian Taylor | Ryan Whiting       | Gerd Kanter       | Vítězslav Veselý       |
| 2014 | Michael Tinsley   | Mutaz Essa Barshim | Renaud Lavillenie | Godfrey Khotso Mokoena | Christian Taylor | Reese Hoffa        | Piotr Małachowski | Thomas Röhler          |
| 2015 | Bershawn Jackson  | Mutaz Essa Barshim | Renaud Lavillenie | Greg Rutherford        | Christian Taylor | Joe Kovacs         | Piotr Małachowski | Tero Pitkämäki         |
| 2016 | Kerron Clement    | Erik Kynard        | Renaud Lavillenie | Fabrice Lapierre       | Christian Taylor | Tomas Walsh        | Piotr Małachowski | Jakub Vadlejch         |
| 2017 | Kyron McMaster    | Mutaz Essa Barshim | Sam Kendricks     | Luvo Manyonga          | Christian Taylor | Darrell Hill       | Andrius Gudžius   | Jakub Vadlejch         |
| 2018 | Kyron McMaster    | Brandon Starc      | Timur Morgunov    | Luvo Manyonga          | Pedro Pichardo   | Tomas Walsh        | Fedrick Dacres    | Andreas Hofmann        |
| 2019 | Karsten Warholm   | Andrij Procenko    | Sam Kendricks     | Juan Miguel Echevarría | Christian Taylor | Tomas Walsh        | Daniel Ståhl      | Magnus Kirt            |
| 2021 | Karsten Warholm   | Gianmarco Tamberi  | Armand Duplantis  | Thobias Montler        | Pedro Pichardo   | Ryan Crouser       | Daniel Ståhl      | Johannes Vetter        |
| 2022 | Alison dos Santos | Gianmarco Tamberi  | Armand Duplantis  | Miltiadīs Tentoglou    | Andy Díaz        | Joe Kovacs         | Kristjan Čeh      | Neeraj Chopra          |
| 2023 | Rai Benjamin      | Woo Sang-hyeok     | Armand Duplantis  | Simon Ehammer          | Andy Díaz        | Joe Kovacs         | Matthew Denny     | Jakub Vadlejch         |
| 2024 | Alison dos Santos | Gianmarco Tamberi  | Armand Duplantis  | Tajay Gayle            | Pedro Pichardo   | Leonardo Fabbri    | Matthew Denny     | Anderson Peters        |

### Donne
| Anno | 100 m piani             | 200 m piani             | 400 m piani            | 800 m piani      | 1 500 m piani / Miglio | 3 000 / 5 000 m piani | 3 000 m siepi      | 100 m ostacoli          |
| ---- | ----------------------- | ----------------------- | ---------------------- | ---------------- | ---------------------- | --------------------- | ------------------ | ----------------------- |
| 2010 | Carmelita Jeter         | Allyson Felix           | Allyson Felix          | Janeth Jepkosgei | Nancy Langat           | Vivian Cheruiyot      | Milcah Cheywa      | Priscilla Lopes-Schliep |
| 2011 | Carmelita Jeter         | Carmelita Jeter         | Amantle Montsho        | Jenny Meadows    | Morgan Uceny           | Vivian Cheruiyot      | Milcah Cheywa      | Danielle Carruthers     |
| 2012 | Shelly-Ann Fraser-Pryce | ChaRonda Williams       | Amantle Montsho        | Pamela Jelimo    | Abeba Aregawi          | Vivian Cheruiyot      | Milcah Cheywa      | Dawn Harper-Nelson      |
| 2013 | Shelly-Ann Fraser-Pryce | Shelly-Ann Fraser-Pryce | Amantle Montsho        | Eunice Sum       | Abeba Aregawi          | Meseret Defar         | Milcah Cheywa      | Dawn Harper-Nelson      |
| 2014 | Veronica Campbell-Brown | Allyson Felix           | Novlene Williams-Mills | Eunice Sum       | Jennifer Simpson       | Mercy Cherono         | Hiwot Ayalew       | Dawn Harper-Nelson      |
| 2015 | Shelly-Ann Fraser-Pryce | Allyson Felix           | Francena McCorory      | Eunice Sum       | Sifan Hassan           | Genzebe Dibaba        | Virginia Nyambura  | Dawn Harper-Nelson      |
| 2016 | Elaine Thompson-Herah   | Dafne Schippers         | Stephenie McPherson    | Caster Semenya   | Laura Muir             | Almaz Ayana           | Ruth Jebet         | Kendra Harrison         |
| 2017 | Elaine Thompson-Herah   | Shaunae Miller-Uibo     | Shaunae Miller-Uibo    | Caster Semenya   | Faith Kipyegon         | Hellen Obiri          | Ruth Jebet         | Sally Pearson           |
| 2018 | Murielle Ahouré         | Shaunae Miller-Uibo     | Salwa Eid Naser        | Caster Semenya   | Laura Muir             | Hellen Obiri          | Beatrice Chepkoech | Brianna McNeal          |
| 2019 | Dina Asher-Smith        | Shaunae Miller-Uibo     | Salwa Eid Naser        | Ajeé Wilson      | Sifan Hassan           | Sifan Hassan          | Beatrice Chepkoech | Danielle Williams       |
| 2021 | Elaine Thompson-Herah   | Christine Mboma         | Quanera Hayes          | Keely Hodgkinson | Faith Kipyegon         | Francine Niyonsaba    | Norah Jeruto       | Tobi Amusan             |
| 2022 | Shelly-Ann Fraser-Pryce | Shericka Jackson        | Marileidy Paulino      | Mary Moraa       | Faith Kipyegon         | Beatrice Chebet       | Werkuha Getachew   | Tobi Amusan             |
| 2023 | Shericka Jackson        | Shericka Jackson        | Marileidy Paulino      | Athing Mu        | Faith Kipyegon         | Gudaf Tsegay          | Winfred Yavi       | Tobi Amusan             |
| 2024 | Julien Alfred           | Brittany Brown          | Marileidy Paulino      | Mary Moraa       | Faith Kipyegon         | Beatrice Chebet       | Faith Cherotich    | Jasmine Camacho-Quinn   |

| Anno | 400 m ostacoli    | Salto in alto      | Salto con l'asta       | Salto in lungo    | Salto triplo            | Getto del peso      | Lancio del disco | Lancio del giavellotto |
| ---- | ----------------- | ------------------ | ---------------------- | ----------------- | ----------------------- | ------------------- | ---------------- | ---------------------- |
| 2010 | Kaliese Spencer   | Blanka Vlašić      | Fabiana Murer          | Brittney Reese    | Yargelis Savigne        | Valerie Adams       | Yarelys Barrios  | Barbora Špotáková      |
| 2011 | Kaliese Spencer   | Blanka Vlašić      | Silke Spiegelburg      | Brittney Reese    | Ol'ha Saladucha         | Valerie Adams       | Yarelys Barrios  | Christina Obergföll    |
| 2012 | Kaliese Spencer   | Chaunté Lowe       | Silke Spiegelburg      | Elena Sokolova    | Ol'ga Rypakova          | Valerie Adams       | Sandra Perković  | Barbora Špotáková      |
| 2013 | Zuzana Hejnová    | Svetlana Školina   | Silke Spiegelburg      | Shara Proctor     | Caterine Ibargüen       | Valerie Adams       | Sandra Perković  | Christina Obergföll    |
| 2014 | Kaliese Spencer   | Marija Lasickene   | Fabiana Murer          | Tianna Bartoletta | Caterine Ibargüen       | Valerie Adams       | Sandra Perković  | Barbora Špotáková      |
| 2015 | Zuzana Hejnová    | Ruth Beitia        | Nikoléta Kiriakopoúlou | Tianna Bartoletta | Caterine Ibargüen       | Christina Schwanitz | Sandra Perković  | Barbora Špotáková      |
| 2016 | Cassandra Tate    | Ruth Beitia        | Aikaterinī Stefanidī   | Ivana Vuleta      | Caterine Ibargüen       | Valerie Adams       | Sandra Perković  | Madara Palameika       |
| 2017 | Dalilah Muhammad  | Marija Lasickene   | Aikaterinī Stefanidī   | Ivana Vuleta      | Ol'ga Rypakova          | Gong Lijiao         | Sandra Perković  | Barbora Špotáková      |
| 2018 | Dalilah Muhammad  | Marija Lasickene   | Aikaterinī Stefanidī   | Caterine Ibargüen | Caterine Ibargüen       | Gong Lijiao         | Yaimé Pérez      | Taccjana Chaladovič    |
| 2019 | Sydney McLaughlin | Marija Lasickene   | Aikaterinī Stefanidī   | Malaika Mihambo   | Shanieka Ricketts       | Gong Lijiao         | Yaimé Pérez      | Lü Huihui              |
| 2021 | Femke Bol         | Marija Lasickene   | Anželika Sidorova      | Ivana Vuleta      | Yulimar Rojas           | Maggie Ewen         | Valarie Allman   | Christin Hussong       |
| 2022 | Femke Bol         | Jaroslava Mahučich | Nina Kennedy           | Ivana Vuleta      | Yulimar Rojas           | Chase Ealey         | Valarie Allman   | Kara Winger            |
| 2023 | Femke Bol         | Jaroslava Mahučich | Katie Moon             | Ivana Vuleta      | Yulimar Rojas           | Chase Ealey         | Valarie Allman   | Haruka Kitaguchi       |
| 2024 | Femke Bol         | Jaroslava Mahučich | Nina Kennedy           | Larissa Iapichino | Leyanis Pérez Hernández | Sarah Mitton        | Valarie Allman   | Haruka Kitaguchi       |

## Record della Diamond League
Le prestazioni elencate di seguito rappresentano le migliori stabilite durante tutte le edizioni della Diamond League, disputatesi dal 2010 ad oggi, nelle singole specialità svoltesi durante i meeting internazionali. Corse o concorsi non in programma per la "corsa al diamante" vengono ugualmente mostrati perché, anche discontinuativamente, si sono disputate in concomitanza con le 32 specialità principali.

### Maschili
Statistiche aggiornate al 15 giugno 2023.
| Specialità                | Prestazione        | Atleta                                                | Nazione       | Data              | Luogo                            |
| ------------------------- | ------------------ | ----------------------------------------------------- | ------------- | ----------------- | -------------------------------- |
| 100 iarde                 | 9"68 (-3,4 m/s)    | Andre De Grasse                                       | Canada        | 9 luglio 2020     | Bradenton, Stati Uniti d'America |
| 100 m piani               | 9"69 (-0,1 m/s)    | Yohan Blake                                           | Giamaica      | 23 agosto 2012    | Losanna, Svizzera                |
| 200 m piani               | 19"26 (+0,7 m/s)   | Yohan Blake                                           | Giamaica      | 16 settembre 2011 | Bruxelles, Belgio                |
| 300 m piani               | 31"63              | Wayde van Niekerk                                     | Sudafrica     | 7 giugno 2015     | Birmingham, Regno Unito          |
| 400 m piani               | 43"60              | Michael Norman                                        | Stati Uniti   | 28 maggio 2022    | Eugene, Stati Uniti d'America    |
| 600 m piani               | 1'13"10            | David Rudisha                                         | Kenya         | 5 giugno 2016     | Birmingham, Regno Unito          |
| 800 m piani               | 1'41"54            | David Rudisha                                         | Kenya         | 6 luglio 2012     | Saint-Denis, Francia             |
| 1 000 m piani             | 2'13"49            | Ayanleh Souleiman                                     | Gibuti        | 25 agosto 2016    | Losanna, Svizzera                |
| 1 500 m piani             | 3'26"69            | Asbel Kiprop                                          | Kenya         | 17 luglio 2015    | Principato di Monaco             |
| Miglio                    | 3'46"46            | Jakob Ingebrigtsen                                    | Norvegia      | 16 giugno 2022    | Oslo, Norvegia                   |
| 2 000 m piani             | 4'50"01            | Jakob Ingebrigtsen                                    | Norvegia      | 11 giugno 2020    | Oslo, Norvegia                   |
| 3 000 m piani             | 7'25"93            | Thierry Ndikumwenayo                                  | Burundi       | 10 agosto 2022    | Principato di Monaco             |
| 2 miglia                  | 7'54"10            | Jakob Ingebrigtsen                                    | Norvegia      | 9 giugno 2023     | Parigi, Francia                  |
| 5 000 m piani             | 12'35"36           | Joshua Cheptegei                                      | Uganda        | 14 agosto 2020    | Principato di Monaco             |
| 5 km (strada)             | 12'59"             | Berihu Aregawi                                        | Etiopia       | 8 settembre 2021  | Zurigo, Svizzera                 |
| 10 000 m piani            | 26'43"16           | Kenenisa Bekele                                       | Etiopia       | 16 settembre 2011 | Bruxelles, Belgio                |
| 20 000 m piani            | 56'20"02           | Bashir Abdi                                           | Belgio        | 4 settembre 2020  | Bruxelles, Belgio                |
| 1 ora                     | 21 330 m           | Mo Farah                                              | Regno Unito   | 4 settembre 2020  | Bruxelles, Belgio                |
| 25 000 m piani            | 1h12'46"5(m)       | Sondre Nordstad Moen                                  | Norvegia      | 11 giugno 2020    | Oslo, Norvegia                   |
| 30 000 m piani            | 1h26'47"4(m)       | Moses Mosop                                           | Kenya         | 3 giugno 2011     | Eugene, Stati Uniti d'America    |
| 3 000 m siepi             | 7'52"11            | Lamecha Girma                                         | Etiopia       | 9 giugno 2023     | Parigi, Francia                  |
| 110 m ostacoli            | 12"80 (+0,3 m/s)   | Aries Merritt                                         | Stati Uniti   | 7 settembre 2012  | Bruxelles, Belgio                |
| 300 m ostacoli            | 33"78              | Karsten Warholm                                       | Norvegia      | 11 giugno 2020    | Oslo, Norvegia                   |
| 400 m ostacoli            | 46"52              | Karsten Warholm                                       | Norvegia      | 15 giugno 2023    | Oslo, Norvegia                   |
| Salto in alto             | 2,43 m             | Mutaz Essa Barshim                                    | Qatar         | 5 settembre 2014  | Bruxelles, Belgio                |
| Salto con l'asta          | 6,16 m             | Armand Duplantis                                      | Svezia        | 30 giugno 2022    | Stoccolma, Svezia                |
| Salto con l'asta (indoor) | 6,02 m             | Armand Duplantis                                      | Svezia        | 14 maggio 2022    | Doha, Qatar                      |
| Salto in lungo            | 8,65 m (-0,5 m/s)  | Juan Miguel Echevarría                                | Cuba          | 29 agosto 2019    | Zurigo, Svizzera                 |
| Salto triplo              | 18,11 m (+0,8 m/s) | Christian Taylor                                      | Stati Uniti   | 27 maggio 2017    | Eugene, Stati Uniti d'America    |
| Getto del peso            | 23,23 m            | Joe Kovacs                                            | Stati Uniti   | 7 settembre 2022  | Zurigo, Svizzera                 |
| Getto del peso (indoor)   | 22,03 m            | Ryan Whiting                                          | Stati Uniti   | 28 agosto 2013    | Zurigo, Svizzera                 |
| Lancio del disco          | 71,27 m            | Kristjan Čeh                                          | Slovenia      | 21 maggio 2022    | Birmingham, Regno Unito          |
| Lancio del martello       | 81,92 m            | Wojciech Nowicki                                      | Polonia       | 15 giugno 2023    | Oslo, Norvegia                   |
| Lancio del giavellotto    | 93,90 m            | Thomas Röhler                                         | Germania      | 5 maggio 2017     | Doha, Qatar                      |
| Marcia miglio             | 5'31"08            | Tom Bosworth                                          | Regno Unito   | 9 luglio 2017     | Londra, Regno Unito              |
| Marcia 3000 m             | 10'43"84           | Tom Bosworth                                          | Regno Unito   | 21 luglio 2018    | Londra, Regno Unito              |
| Staffetta 4×100 m         | 37"45              | Trell Kimmons Wallace Spearmon Tyson Gay Mike Rodgers | Stati Uniti   | 19 agosto 2010    | Zurigo, Svizzera                 |
| Staffetta 4×400 m         | 3'01"76            | Nigel Levine Conrad Williams Chris Clarke Jack Green  | Gran Bretagna | 31 maggio 2012    | Roma, Italia                     |

### Femminili
Statistiche aggiornate al 25 maggio 2025.
| Specialità                | Prestazione        | Atleta                                                                         | Nazione                     | Data             | Luogo                         |
| ------------------------- | ------------------ | ------------------------------------------------------------------------------ | --------------------------- | ---------------- | ----------------------------- |
| 100 m piani               | 10"54 (+0,9 m/s)   | Elaine Thompson-Herah                                                          | Giamaica                    | 21 agosto 2021   | Eugene, Stati Uniti d'America |
| 150 m piani               | 16"81 (-2,6 m/s)   | Allyson Felix                                                                  | Stati Uniti                 | 9 luglio 2020    | Walnut, Stati Uniti d'America |
| 200 m piani               | 21"74 (-0,4 m/s)   | Shaunae Miller-Uibo                                                            | Bahamas                     | 29 agosto 2019   | Zurigo, Svizzera              |
| 400 m piani               | 48"97              | Shaunae Miller-Uibo                                                            | Bahamas                     | 20 luglio 2018   | Principato di Monaco          |
| 600 m piani               | 1'29"06            | Hedda Hynne                                                                    | Norvegia                    | 11 giugno 2020   | Oslo, Norvegia                |
| 800 m piani               | 1'54"25            | Caster Semenya                                                                 | Sudafrica                   | 30 giugno 2018   | Parigi, Francia               |
| 1 000 m piani             | 2'29"15            | Faith Kipyegon                                                                 | Kenya                       | 14 agosto 2020   | Principato di Monaco          |
| 1 500 m piani             | 3'49"11            | Faith Kipyegon                                                                 | Kenya                       | 2 giugno 2023    | Firenze, Italia               |
| Miglio                    | 4'12"33            | Sifan Hassan                                                                   | Paesi Bassi                 | 12 luglio 2019   | Principato di Monaco          |
| 3 000 m piani             | 8'11"56            | Beatrice Chebet                                                                | Kenya                       | 25 maggio 2025   | Rabat, Marocco                |
| 2 miglia                  | 8'59"08            | Francine Niyonsaba                                                             | Burundi                     | 27 maggio 2022   | Eugene, Stati Uniti d'America |
| 5 000 m piani             | 14'05"20           | Faith Kipyegon                                                                 | Kenya                       | 9 giugno 2023    | Francia, Parigi               |
| 5 km (strada)             | 14'29"             | Francine Niyonsaba                                                             | Burundi                     | 8 settembre 2021 | Zurigo, Svizzera              |
| 10 000 m piani            | 30'24"39           | Tirunesh Dibaba                                                                | Etiopia                     | 1º giugno 2012   | Eugene, Stati Uniti d'America |
| 1 ora                     | 18 930 m           | Sifan Hassan                                                                   | Paesi Bassi                 | 4 settembre 2020 | Bruxelles, Belgio             |
| 3 000 m siepi             | 8'44"32            | Beatrice Chepkoech                                                             | Kenya                       | 20 luglio 2018   | Principato di Monaco          |
| 100 m ostacoli            | 12"20 (+0,3 m/s)   | Kendra Harrison                                                                | Stati Uniti                 | 22 luglio 2016   | Londra, Regno Unito           |
| 200 m ostacoli            | 26"11 (-0,9 m/s)   | Line Kloster                                                                   | Norvegia                    | 11 giugno 2020   | Oslo, Norvegia                |
| 300 m ostacoli            | 39"08              | Georganne Moline                                                               | Stati Uniti                 | 9 luglio 2020    | Walnut, Stati Uniti d'America |
| 400 m ostacoli            | 52"27              | Femke Bol                                                                      | Paesi Bassi                 | 30 giugno 2022   | Stoccolma, Svezia             |
| Salto in alto             | 2,06 m             | Marija Lasickene                                                               | Russia                      | 6 luglio 2017    | Losanna, Svizzera             |
| Salto con l'asta          | 5,01 m             | Anželika Sidorova                                                              | Atleti Neutrali Autorizzati | 9 settembre 2021 | Zurigo, Svizzera              |
| Salto con l'asta (indoor) | 4,87 m             | Sandi Morris                                                                   | Stati Uniti                 | 23 agosto 2017   | Zurigo, Svizzera              |
| Salto con l'asta (indoor) | 4,87 m             | Aikaterinī Stefanidī                                                           | Grecia                      | 23 agosto 2017   | Zurigo, Svizzera              |
| Salto con l'asta (indoor) | 4,87 m             | Anželika Sidorova                                                              | Atleti Neutrali Autorizzati | 28 agosto 2019   | Zurigo, Svizzera              |
| Salto in lungo            | 7,25 m (+1,6 m/s)  | Brittney Reese                                                                 | Stati Uniti                 | 10 maggio 2013   | Doha, Qatar                   |
| Salto triplo              | 15,52 m (+0,6 m/s) | Yulimar Rojas                                                                  | Venezuela                   | 26 agosto 2021   | Losanna, Svizzera             |
| Getto del peso            | 21,03 m            | Valerie Adams                                                                  | Nuova Zelanda               | 31 maggio 2012   | Roma, Italia                  |
| Getto del peso (indoor)   | 20,98 m            | Valerie Adams                                                                  | Nuova Zelanda               | 28 agosto 2013   | Zurigo, Svizzera              |
| Lancio del disco          | 71,38 m            | Sandra Perković                                                                | Croazia                     | 4 maggio 2018    | Doha, Qatar                   |
| Lancio del martello       | 75,98 m            | Tat'jana Lysenko                                                               | Russia                      | 3 luglio 2010    | Eugene, Stati Uniti d'America |
| Lancio del giavellotto    | 69,57 m            | Christina Obergföll                                                            | Germania                    | 8 settembre 2011 | Zurigo, Svizzera              |
| Staffetta 3×100 m         | 32"25              | Candace Hill Tianna Bartoletta Allyson Felix                                   | Stati Uniti                 | 9 luglio 2020    | Walnut, Stati Uniti d'America |
| Staffetta 4×100 m         | 41"60              | Sherone Simpson Natasha Morrison Elaine Thompson-Herah Shelly-Ann Fraser-Pryce | Giamaica                    | 3 settembre 2015 | Zurigo, Svizzera              |
| Staffetta 4×400 m         | 3'28"38            | Carys McAulay Ama Pipi Lina Nielsen Nicole Kendall                             | Gran Bretagna               | 15 giugno 2023   | Oslo, Norvegia                |